# Else Schürhoff
Else Schürhoff   (Wuppertal, 21 de juny de 1898 - Hamburg, 17 de març de 1960) va ser una cantant d'òpera alemanya, amb veu de contralt, i professora de cant. Va ser membre del conjunt de l'Òpera Estatal de Baviera de Múnic i, en els anys de la guerra i de la postguerra, de l'Òpera Estatal de Viena.

## Biografia
Else Schürhoff fou filla d'Otto i Adele Schürhoff i germana petita de la periodista i política de la CDU Johanna Brauweiler. Else va ser alumna del baríton Julius von Raatz-Brockmann. Inicialment va treballar com a professora de cant a l'Acadèmia Estatal de Música de l'Església i l'Escola de Música de Berlín. Va debutar el 1928. Una informació de l'editra de música Universal Edition mostra que va interpretar les quatre cançons d'Alban Berg, op.2, a Berlín l'1 de març de 1928.
La seva carrera es va limitar essencialment a la zona de parla alemanya, també per les circumstàncies de l'època, amb poques actuacions fora d'aquesta zona. Tres compromisos a llarg termini van conformar la seva carrera:
- De 1929 a 1936 a l'Òpera de Hannover.
- De 1937 a 1941 a l'Òpera Estatal de Baviera de Múnic.
- De 1941 a 1953 a l'Òpera Estatal de Viena.[2]

Als tres teatres va demostrar ser un pilar del conjunt, assumint papers grans, mitjans i petits. També va demostrar la seva versatilitat, apareixent en òperes còmiques i tràgiques, i es va sentir còmoda amb les òperes russes, amb les de Mozart o amb Wagner i Strauss.

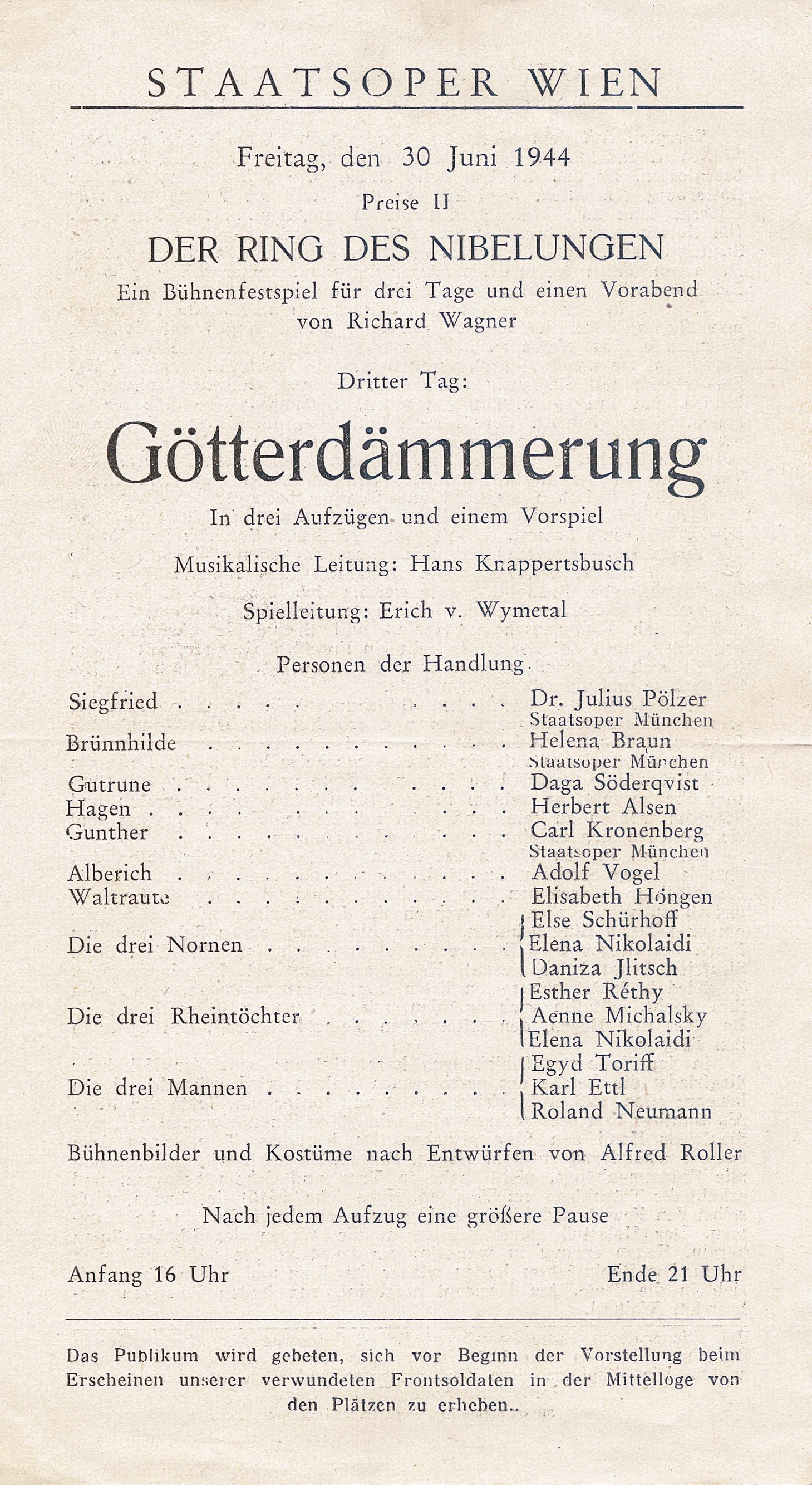
Intèrprets de Götterdämmerung a l'Òpera Estatal de Viena

Va participar en una estrena a Hannover el 1931 i va cridar l'atenció el 1933 com a Carmela a I gioielli della Madonna d'Ermanno Wolf-Ferrari. El 24 de juliol de 1938 va participar en l'estrena de Friedenstag, òpera de Joseph Gregor i Richard Strauss, a l'Òpera Estatal de Baviera de Múnic en un paper menor, el de Frau aus dem Volke. Es va mantenir en gran part allunyada de l'homenatge nazi, però va participar en el "Concert de celebració de l'aniversari del retorn d'Àustria al Reich" del 13 de març de 1941, que va tenir lloc al Konzerthaus de Viena. Aquell dia es va interpretar Simfonia núm. 9 (Coral) de Ludwig van Beethoven, dirigida per Hans Knappertsbusch. Va participar en l'última representació de l'Òpera Estatal de Viena abans del tràgic bombardeig que va destruir en gran part el teatre.
Al Gran Teatre del Liceu de Barcelona va actuar en les temporades 1939-1940, 1940-1941, 1952-1953, 1953-1954 i 1954-1955, en les obres Die Walküre, Siegfried, Tristan und Isolde, Le nozze di Figaro, Die Meistersinger von Nürnberg, Der Rosenkavalier i Prodaná nevěsta, amb la darrera participació el 18 de gener de 1955.
A Viena, els anys posteriors a la caiguda del règim nazi, va participar en almenys dues estrenes de Wagner, el 1946 com a Schwertleite en Die Walküre, el 2 de desembre de 1946, sota la direcció de Rudolf Moralt, i el 1947 com a Mary en Der fliegende Holländer, el 30 d'octubre de 1947, sota la direcció de Hans Knappertsbusch. Durant aquests anys va cantar predominantment sota la direcció de directors que ja coneixia de l'època nazi (Karl Böhm, Herbert von Karajan, Hans Knappertsbusch, Clemens Krauss), i ocasionalment també sota la batuta de supervivents, com ara Otto Klemperer o Josef Krips. Després d'acabar el seu contracte a Viena, va treballar com a contralt principal a l'Òpera Estatal d'Hamburg de 1954 a 1956, però va continuar actuant a Viena i Hannover.
Else Schürhoff es va casar amb l'actor i director de teatre Max Walter Sieg (1904–1968). La parella va tenir una filla, Ursula Sieg, actriu escènica i actriu de veu.